# Shunji Masuda
Shunji Masuda (japanisch 増田 隼司 Masuda Shunji; * 13. August 1998 in der Präfektur Osaka) ist ein japanischer Fußballspieler.

## Karriere
Shunji Masuda erlernte das Fußballspielen in den Jugendmannschaften vom Settsu FC und dem LEO SC, in der Schulmannschaft der Tokai Gakuen University Shoyo Shizuoka High School, sowie in der Universitätsmannschaft der Kinki-Universität. Seinen ersten Profivertrag unterschrieb er am 1. Februar 2021 bei Iwate Grulla Morioka. Der Verein aus Morioka, einer Stadt in der Präfektur Iwate, spielte in der dritten japanischen Liga, der J3 League. Sein Drittligadebüt gab Shunji Masuda am 21. März 2021 (2. Spieltag) im Auswärtsspiel gegen Gainare Tottori. Hier wurde er in der 64. Minute für Kenta Kurishima eingewechselt. Ende der Saison 2021 feierte er mit Iwate die Vizemeisterschaft und den Aufstieg in die zweite Liga. Am Ende der Saison 2022 belegte er mit Iwate Grulla Morioka den letzten Tabellenplatz und musste in die dritte Liga absteigen.

## Erfolge
Iwate Grulla Morioka
- Japanischer Drittligavizemeister: 2021  ▲